# La piedra brillante
La piedra brillante es una de las obras principales del escritor místico Juan de Ruusbroeck. Su título está inspirado en un pasaje del Apocalipsis.

Le daré también una piedrecita blanca. Y grabado en la piedrecita un nombre nuevo que nadie conoce más que quien lo recibe. (Apoc. 2,17)

Afirma Ruusbroeck que todo espíritu recibirá un nombre nuevo al retornar a Dios. Este retorno es la unión mística, cuyas etapas describe en esta obra.

## La obra
En la piedra brillante, el autor establece sucesivamente: tres modos de perfección del alma, tres obras de Dios en nosotros, cinco clases de pecadores y cuatro modos de servicio a Dios.

### Tres vidas
Ruusbroeck distingue tres modos de perfección del hombre espiritual, ordenadas hacia la interioridad:
- Vida virtuosa.
- Vida espiritual.
- Vida contemplativa.

### Tres obras
Ruusbroeck hace una distinción entre el primer nombre que recibimos a través del baño bautismal y el segundo nombre, el espiritual, que se recibe con la piedra brillante y que es bautismo del Espíritu Santo. El primero está ornado de inocencia y embellecido por los méritos del Señor. El segundo se recupera a través de tres obras de gracia que hace Dios en nosotros.
- Invitar a todos los hombres a la unión con Dios.
- Bondad infinita hacia todos aquellos que responden a su invitación.